# Nanodectes triodiae
Nanodectes triodiae är en insektsart som beskrevs av Rentz, D.C.F. 1985. Nanodectes triodiae ingår i släktet Nanodectes och familjen vårtbitare. Inga underarter finns listade i Catalogue of Life.